# Wladimir Kaminer

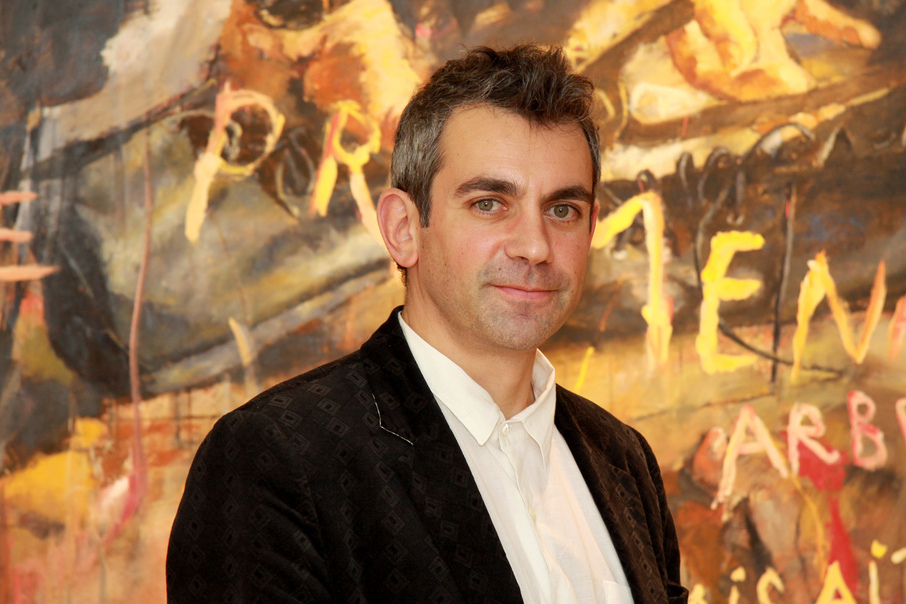
Wladimir Kaminer (2008)

Wladimir Wiktorowitsch Kaminer (russisch Владимир Викторович Каминер; Betonung Wladímir Wíktorowitsch Kamíner, * 19. Juli 1967 in Moskau, Russische SFSR, Sowjetunion) ist ein russisch-deutscher Schriftsteller und Kolumnist. Seine Erzählbände Militärmusik und Russendisko machten ihn auch außerhalb Deutschlands bekannt. Er schreibt seine Texte nicht in seiner Muttersprache, sondern in Deutsch. Die Gesamtauflage seiner Bücher und Hörbücher lag 2018 bei 3,7 Millionen. Allein Russendisko hatte bis März 2012 eine Gesamtauflage von über 1,3 Millionen.

## Leben

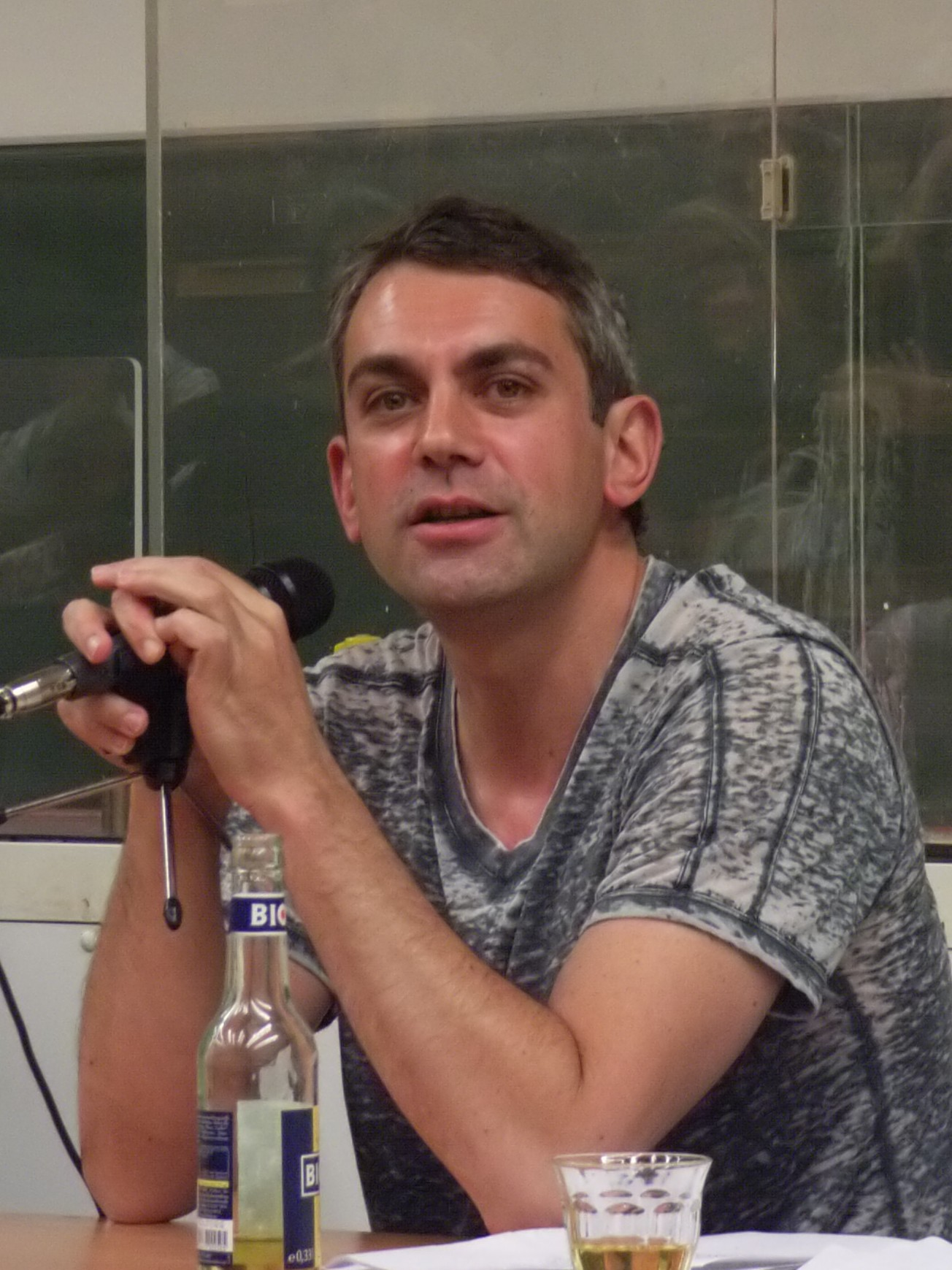
Kaminer bei einer Lesung in der Universität Bielefeld (2008)

Kaminer ist der Sohn einer Lehrerin für Festigkeitslehre und eines Betriebswirts, der als stellvertretender Leiter in einem Betrieb der sowjetischen Binnenflotte arbeitete. Kaminer war sowjetischer Bürger jüdischer Abstammung und ist heute deutscher Staatsbürger.
Von 1986 bis 1988 leistete Kaminer in einer Raketenstellung vor Moskau seinen Wehrdienst ab und erlebte dabei im Mai 1987 den von der sowjetischen Flugabwehr unbehelligten Einflug des westdeutschen Privatpiloten Mathias Rust mit, der anschließend auf der Großen Moskwa-Brücke nahe dem Roten Platz landete. (Jahre später lernte er Rust bei einer Lesung in Hamburg auch persönlich kennen.) Nach einer Ausbildung zum Toningenieur für Theater und Rundfunk studierte er Dramaturgie am Moskauer Theaterinstitut. Während des Studiums verdiente er seinen Lebensunterhalt mit Gelegenheitsjobs und dem Veranstalten von Partys und Untergrundkonzerten in der Moskauer Rockszene.
Laut dem Munzinger-Archiv bekam Kaminer im Juni 1990 humanitäres Asyl in der DDR. Noch vor der deutschen Wiedervereinigung am 3. Oktober erhielt er die Staatsbürgerschaft der DDR und war deshalb nach bundesdeutschem Recht deutscher Staatsangehöriger. Dem widerspricht, dass er in einem Interview im September 2012 berichtete, 14 Jahre lang mit einem sogenannten „Alien-Pass“ (Fremdenpass) gelebt zu haben, also für mehrere Jahre kein deutscher Staatsbürger gewesen zu sein. In der DDR war er demnach auch ein geduldeter Ausländer gewesen.
Viele Jahre war Kaminer Mitglied der „Reformbühne Heim & Welt“, auf der er wöchentlich im Kaffee Burger seine neuesten Geschichten vorlas. Er veröffentlicht regelmäßig Texte in verschiedenen deutschen Zeitungen und Zeitschriften, hatte eine wöchentliche Sendung namens Wladimirs Welt beim SFB 4 Radio Multikulti sowie eine lose gesendete Rubrik im ZDF-Morgenmagazin und organisierte im Kaffee Burger zusammen mit Yuriy Gurzhy Veranstaltungen wie seine „Russendisko“. Musikalisch präsentieren die Veranstaltungen einen Mix aus alter und neuer russischer Popmusik und Underground. Einige Zusammenstellungen erschienen unter dem Etikett Russendisko beim Münchener Label Trikont. Im Dezember 2006 eröffnete Kaminer den Club Rodina (deutsch: Heimat) in Berlin, den er jedoch nach viereinhalb Monaten wieder aufgab. Im selben Jahr kündigte er an, 2011 für das Amt des Regierenden Bürgermeisters der Stadt Berlin anzutreten. Er ist eng befreundet mit dem ehemaligen Bundesliga-Eishockey-Profi und Schriftstellerkollegen Martin Hyun. Martin Hyun und Kaminer schrieben gemeinsam das Buch „Gebrauchsanweisung für Nachbarn“, das 2024 beim Piper Verlag veröffentlicht wurde und sich als literarischer Erfolg erwies. In der 15. Kalenderwoche erreichte es Platz 7 auf der Spiegel-Bestsellerliste für Taschenbuch Sachbücher.
Seit März 2014 schreibt Kaminer jeden Monat die Kolumne Kaminers Kino für die Kinozeitschrift epd Film.
Im Musikvideo zum Song Geradeaus der HipHop-Band Deichkind, das im Dezember 2022 erschien, hat Kaminer einen Gastauftritt. In der betreffenden Szene beobachtet er mit einem Fernglas ein am Himmel vorbeifliegendes Leichtflugzeug, in dem der Deichkind-Sänger Philipp Grütering am Steuer sitzt und das später in Anlehnung an den Flug von Mathias Rust vor der Kulisse des Roten Platzes zu sehen ist.
Kaminer ist Mitgründer des PEN Berlin.

## Privates
Kaminer lebt mit seiner ebenfalls aus Russland stammenden Frau Olga Kaminer (geb. Gura) – die er 1995 in Berlin kennenlernte und die ebenfalls Autorin ist – und den gemeinsamen zwei Kindern in Berlin-Prenzlauer Berg.

## Bibliografie
- Russendisko. Goldmann, München 2000, ISBN 3-442-54519-6. Taschenbuchausgabe: Goldmann, München 2002, ISBN 3-442-54175-1.
- Schönhauser Allee. Goldmann, München 2001, ISBN 3-442-54559-5. Taschenbuch: ISBN 3-442-54168-9.
- Frische Goldjungs. Goldmann, München 2001, ISBN 3-442-54162-X. Taschenbuch: ISBN 978-3-442-54162-1.
- Militärmusik. Goldmann, München 2001, ISBN 3-442-54532-3. Taschenbuchausgabe: Goldmann, München 2003, ISBN 3-442-45570-7.
- Die Reise nach Trulala. Goldmann, München 2002, ISBN 3-442-54542-0. Taschenbuchausgabe: Goldmann, München 2004, ISBN 3-442-45721-1.
- Helden des Alltags. (Ein lichtbildgestützter Vortrag über die seltsamen Sitten der Nachkriegszeit. Mit Helmut Höge.) Goldmann, München 2002, ISBN 3-442-54183-2.
- Mein deutsches Dschungelbuch. Goldmann, München 2003, ISBN 3-442-54554-4. Taschenbuchausgabe: Goldmann, München 2004, ISBN 3-442-45945-1.
- Ich mache mir Sorgen, Mama. Goldmann, München 2004, ISBN 3-442-54560-9. Taschenbuchausgabe: Goldmann Verlag, München 2006, ISBN 3-442-46182-0.
- Karaoke. Goldmann, München 2005, ISBN 3-442-54575-7. Taschenbuchausgabe: Goldmann, München 2007, ISBN 978-3-442-54243-7.
- Küche totalitär. Das Kochbuch des Sozialismus. Goldmann, München 2007, ISBN 978-3-442-54610-7 (Mit Olga Kaminer, Illustrationen Vitali Konstantinov).
- Ich bin kein Berliner. Ein Reiseführer für faule Touristen. Goldmann, München 2007, ISBN 978-3-442-54240-6. (Illustrationen Vitali Konstantinov)
- Mein Leben im Schrebergarten. Goldmann, München 2007, ISBN 978-3-442-54618-3. Taschenbuchausgabe: Goldmann, München 2009, ISBN 978-3-442-54270-3. (Illustrationen Vitali Konstantinov)
- Salve Papa! Goldmann, München 2008, ISBN 978-3-442-54617-6. Taschenbuchausgabe: Goldmann, München 2010, ISBN 978-3-442-54282-6. (Illustrationen Vitali Konstantinov)
- Es gab keinen Sex im Sozialismus. Legenden und Missverständnisse des vorigen Jahrhunderts. Goldmann, München 2009, ISBN 978-3-442-54265-9. (Illustrationen Vitali Konstantinov)
- Meine russischen Nachbarn. Goldmann, München 2009, ISBN 978-3-442-54576-6. (Illustrationen Vitali Konstantinov)
- mit Kitty Kahane: Das Leben ist kein Joghurt. Wladimir Kaminer & Kitty Kahane erzählen eine Geschichte von Adam & Eva. Edition Chrismon im Hansischen Druck- und Verlagshaus, Frankfurt am Main 2010, ISBN 978-3-86921-025-4.[16]
- Meine kaukasische Schwiegermutter. Goldmann, München 2010, ISBN 978-3-442-54656-5. (Illustrationen Vitali Konstantinov)
- Liebesgrüße aus Deutschland. Goldmann, München 2011, ISBN 978-3-442-54657-2.
- Onkel Wanja kommt. Eine Reise durch die Nacht. Goldmann, München 2012, ISBN 978-3-442-54658-9.
- Diesseits von Eden. Neues aus dem Garten. Goldmann, München 2013, ISBN 978-3-442-54717-3.
- Coole Eltern leben länger. Manhattan, München 2014, ISBN 978-3-442-54729-6.
- Das Leben ist (k)eine Kunst. Manhattan, München 2015, ISBN 978-3-442-54730-2.
- Meine Mutter, ihre Katze und der Staubsauger. Ein Unruhestand in 33 Geschichten. Manhattan. München 2016, ISBN 3-442-54759-8, ISBN 978-3-442-54759-3.
- Goodbye, Moskau. Betrachtungen über Russland. Goldmann, München 2017, ISBN 978-3-442-15916-1.
- Einige Dinge, die ich über meine Frau weiß. Wunderraum, München 2017, ISBN 978-3-336-54760-9.
- Ausgerechnet Deutschland: Geschichten unserer neuen Nachbarn. Goldmann, München 2018, ISBN 978-3-442-48701-1.
- Die Kreuzfahrer: eine Reise in vier Kapiteln. Wunderraum, München 2018, ISBN 978-3-336-54798-2.
- Liebeserklärungen. Wunderraum, München 2019, ISBN 978-3-336-54801-9.
- Tolstois Bart und Tschechows Schuhe. Streifzüge durch die russische Literatur. Wunderraum, München 2019, ISBN 978-3-336-54813-2.
- Rotkäppchen raucht auf dem Balkon ... und andere Familiengeschichten. Wunderraum, München 2020, ISBN 978-3-442-31590-1.
- Der verlorene Sommer. Deutschland raucht auf dem Balkon. Goldmann, München 2021, ISBN 978-3-442-20624-7.
- Die Wellenreiter. Goldmann, München 2021, ISBN 978-3-442-31622-9.
- Wie sage ich es meiner Mutter. Die neue Welt erklärt: von Gendersternchen bis Bio-Siegel. Wunderraum, München 2022, ISBN 978-3-442-31679-3.
- Frühstück am Rande der Apokalypse.  Wunderraum, München 2023, ISBN 978-3-442-31711-0.
- Gebrauchsanweisung für Nachbarn. mit Martin Hyun, Piper 2024, ISBN 978-3492277693.
- Mahlzeit! Geschichten von Europas Tischen. Wunderraum, München 2024, ISBN 978-3-442-317219.

## Diskografie
- Russendisko. Random House Audio, ISBN 3-89830-135-4, 1 CD, ca. 73 min, 1. August 2000.
- Russendisko. Random House Audio, ISBN 978-3-8371-1280-1, 2 CD, ca. 125 min, 20. Februar 2012.
- Russendisko. der Hörverlag, ISBN 978-3-86717-852-5, 2 CD, ca. 81 min, 2. April 2012.
- Militärmusik. Random House Audio, ISBN 3-89830-263-6, 2 CD, ca. 150 min, September 2001.
- Schönhauser Allee. Random House Audio, ISBN 3-89830-354-3, 1 CD, ca 75 min, März 2002.
- Die Reise nach Trulala. Random House Audio, ISBN 3-89830-414-0, 2 CD, ca. 140 min, August 2002.
- Best of … Random House Audio, ISBN 3-89830-489-2, 2 CD, ca. 140 min, März 2003.
- Helden des Alltags. (Zusammen mit Helmut Höge), Random House Audio, ISBN 3-89830-549-X, 1 CD, ca. 70 min, März 2003.
- Mein deutsches Dschungelbuch. Random House Audio, ISBN 3-89830-610-0, 2 CD, ca. 140 min, August 2003.
- Ich mache mir Sorgen, Mama. Random House Audio, ISBN 3-89830-773-5, 2 CD, ca. 140 min, Juni 2004.
- Karaoke. Random House Audio, ISBN 3-86604-014-8, 2 CD, ca. 140 min, August 2005.
- Radio Russendisko. zusammen mit Yuriy Gurzhy, Random House Audio, ISBN 3-86604-224-8, 1 CD, ca. 70 min, Januar 2006.
- Küche totalitär. Random House Audio, ISBN 3-86604-114-4, 2 CD, ca. 140 min, 1. Februar 2006.
- Ich bin kein Berliner. Random House Audio, ISBN 978-3-86604-492-0, 2 CD, ca. 140 min, 12. März 2007.
- Mein Leben im Schrebergarten. Random House Audio, ISBN 978-3-86604-670-2, 2 CD, 1. August 2007.
- Salve Papa! Random House Audio, ISBN 978-3-86604-889-8, 2 CD, 18. August 2008.
- Es gab keinen Sex im Sozialismus. Random House Audio, ISBN 978-3-8371-0027-3, 2 CD, 9. Februar 2009.
- Meine russischen Nachbarn. Random House Audio, ISBN 978-3-8371-0134-8, 2 CD, ca. 120 min, 17. August 2009.
- Tschechow. Random House Audio, ISBN 978-3-8371-0225-3, 2 CD, ca. 140 min, 1. Dezember 2009.
- Meine kaukasische Schwiegermutter. Random House Audio, ISBN 978-3-8371-0400-4, 2 CD, ca. 120 min, 9. August 2010.
- Liebesgrüße aus Deutschland. Random House Audio, ISBN 978-3-8371-1171-2, 2 CD, ca. 22. August 2011.
- Onkel Wanja kommt. Random House Audio, ISBN 978-3-8371-1567-3, 2 CD, 13. August 2012.
- Männerkram. Random House Audio, ISBN 978-3-8371-1927-5, 6 CD, 19. November 2012.
- Kaminers Deutschland – Märchen. Random House Audio, ISBN 978-3-8371-1902-2, 8 CD, 26. November 2012.
- Diesseits von Eden. Random House Audio, ISBN 978-3-8371-2191-9, 2 CD, 12. August 2013.
- Daniil Charms. Random House Audio, ISBN 978-3-8371-2507-8, 2 CD, 3. März 2014.
- Coole Eltern leben länger. Random House Audio, ISBN 978-3-8371-2656-3, 2 CD, 25. August 2014.
- Das Leben ist (k)eine Kunst – Geschichten von Künstlerpech und Lebenskünstlern. Random House Audio, ISBN 978-3-8371-3156-7, 2 CD, 8. September 2015.

## Film
- 2012 startete der Kinofilm Russendisko von Oliver Ziegenbalg, der auf Kaminers Kurzgeschichten–Band Russendisko basiert. Die Hauptrollen spielten Matthias Schweighöfer, Friedrich Mücke, Christian Friedel und Susanne Bormann.[17]

## Auszeichnungen
- 2002 Ben-Witter-Preis
- 2005 Stahl-Literaturpreis der Stahlstiftung Eisenhüttenstadt
- 2010 Bilderbuch des Monats April 2010 für „Das Leben ist kein Joghurt“ (Deutsche Akademie für Kinder- und Jugendliteratur)
- 2012 Berliner Bär